# George H. Brown
George Hambley Brown (* 24. Juli 1913 in London, England; † 4. Januar 2001 in New York City, New York) war ein britischer Filmproduzent und Drehbuchautor.

## Leben
Er war zweimal verheiratet. Zuerst mit Maureen O’Hara und nach der Scheidung bis zu seinem Tod mit Bettina Kohr Brown, mit der er zwei Kinder hat: Christopher Hambley Brown und Tina Brown.

## Filmografie (Auswahl)
- 1949: Keine Wahl ohne Qual (The Chiltern Hundreds)
- 1951: Hotel Sahara
- 1960: Die gestohlene Million (The Boy Who Stole a Million)
- 1961: 16 Uhr 50 ab Paddington (Murder She Said)
- 1963: Der Wachsblumenstrauß (Murder at the Gallop)
- 1964: Schüsse in Batasi (Guns at Batasi)
- 1966: Wie ein Schrei im Wind (The Trap)